# Пролив Тревайза
Пролив Тревайза (лат. Trevize Fretum) — узкий участок жидкости, соединяющий два углеводородных моря Титана, спутника Сатурна.

## География и геология
Центр имеет координаты 74°24′ с. ш. 269°54′ з. д. / 74,4° с. ш. 269,9° з. д.. Размер пролива составляет 173 км. Пролив находится в северной полярной области спутника и соединяет море Лигеи с морем Кракена. На юге от него находится залив Окаху, а на юго-западе Морейский залив. Пролив обнаружен на снимках с космического аппарата «Кассини».

## Эпоним
Назван именем Голана Тревайза — персонажа серии произведений Айзека Азимова «Основание», члена совета планеты Терминус. Название было утверждено Международным астрономическим союзом в 2015 году.